# Batalla de La Higueruela
La batalla de La Higueruela tuvo lugar el 1 de julio de 1431 en las inmediaciones de la Medina Elvira, situada en la Sierra Elvira término municipal de Atarfe, en la provincia de Granada (España). Fue tal el desastre que se produjo que únicamente quedó en pie una pequeña higuera que dio nombre a la batalla, también conocida por Segunda Batalla de Elvira, en referencia a la de 1319. 
De forma errónea durante largo tiempo se ha señalado también la localidad jiennense de Higuera de Calatrava como lugar de la batalla. Se trata de un error historiográfico presente en la edición corregida de la Población General de España, sus Reynos y provincias, ciudades, villas y pueblos, islas adjacentes, y presidios de África de Juan de Estrada, hoy por fin aclarado.

## Desarrollo
Combate entre las tropas castellanas del rey Juan II de Castilla, dirigidas por el condestable Álvaro de Luna, y las granadinas nazaríes. La presencia del rey resolvió el inicial desorden en el que incurrieron las tropas cristianas, que salieron victoriosas y provocaron más de diez mil bajas a las huestes musulmanas y judías.
La batalla supuso la más importante victoria que las tropas castellanas consiguieron frente al reino de Granada en el reinado de Juan II, por cuanto se consiguió en esta zona fronteriza. Así lo magnificó la monarquía, consiguiendo, incluso, que el papado autorizase la celebración de fiestas religiosas cada 1 de julio en toda la Castilla para conmemorarlo. Sin embargo, la desunión interna, así como el hecho de que posiblemente no hubiese una idea de conquista, impidió que se aprovechase la ocasión y se tomase Granada. Esta, además, se encontraba más desprotegida puesto que un terremoto, que sacudió toda la provincia, destruyó parte de los muros de la ciudad.

## Consecuencias
Poco después de la batalla las tropas castellanas iniciaban su retirada hacia Castilla. El rey fue recibido victorioso en Córdoba y, sobre todo, en Toledo, donde se llevaron a cabo grandes ceremonias y celebraciones. Tras la derrota musulmana, Yusuf IV sucedió a su abuelo, Muhammad VI, como sultán de Granada.
En las décadas siguientes, los enfrentamientos internos, que han recibido el nombre de Guerra Civil Castellana hicieron imposible reanudar operaciones militares significativas, hasta la definitiva conquista en la Guerra de Granada (1482-1492), llevada a cabo por los Reyes Católicos, contra Boabdil.

## Representación artística
En los muros de la Sala de batallas del Monasterio de El Escorial, Felipe II encargó realizar un fresco representando la batalla, que es seguramente la pintura de historia más extensa. Se utilizó como modelo una grisalla de 130 pies hallada en un viejo arcón del Alcázar de Segovia.